# Борго-Кєзе
Борго-Кєзе (італ. Borgo Chiese) — муніципалітет в Італії, у регіоні Трентіно-Альто-Адідже,  провінція Тренто. Муніципалітет утворено 1 січня 2016 року шляхом об'єднання муніципалітетів Бріоне (провінція Тренто), Чимего та Кондіно.
Борго-Кєзе розташоване на відстані близько 480 км на північ від Рима, 50 км на південний захід від Тренто.

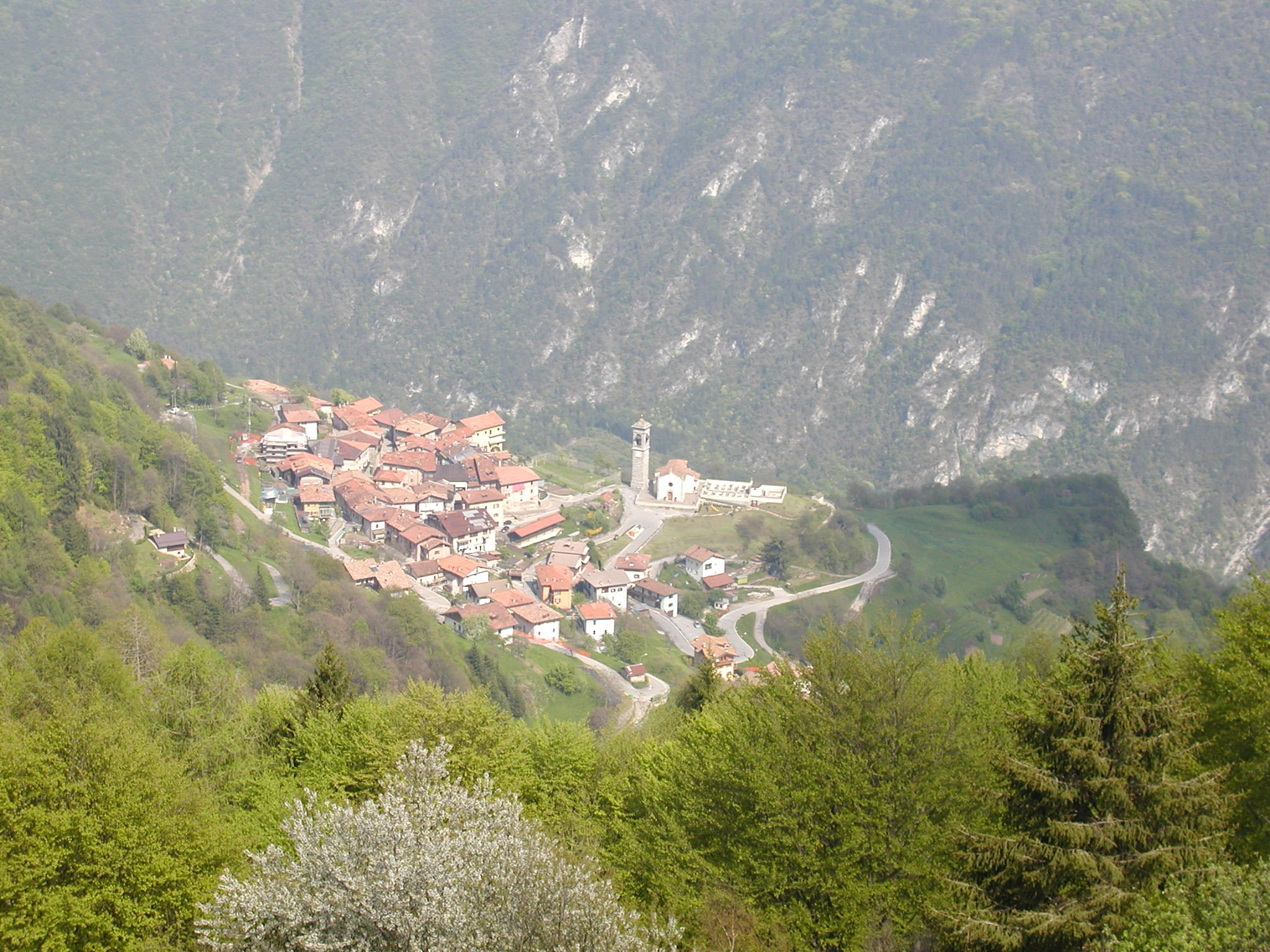

Населення — 2069 осіб (2016).

## Демографія
Населення за роками:

Станом на 1 січня 2023 року в муніципалітеті офіційно проживало 90 іноземців з 18 країн, серед них 11 громадян країн Євросоюзу та 2 громадяни України.

## Сусідні муніципалітети
- Сторо
- Кастель-Кондіно
- Даоне
- П'єве-ді-Боно-Преццо
- Тіарно-ді-Сопра
- Тіарно-ді-Сотто
- Баголіно
- Брено